# Kierownictwo Walki Cywilnej
Kierownictwo Walki Cywilnej, KWC – ośrodek dyspozycyjny walki cywilnej, utworzony na przełomie 1940 i 1941 roku w  ramach Wydziału Informacji Biura Informacji i Propagandy Komendy Głównej ZWZ jako referat walki cywilnej.  W 1941 roku komórka została podporządkowana Delegaturze Rządu RP na Kraj pod kierownictwem Stefana Korbońskiego, wspólnego pełnomocnika Delegata Rządu i Komendanta Głównego Armii Krajowej. Kierownictwo działało przy pomocy sztabu podzielonego na wydziały: sądowy, sabotażowo-dywersyjny, informacji radiowej, uzbrojenia, chemiczny, delegalizacyjny i rejestracji zbrodni niemieckich. Został powołany także organ doradczy i jednocześnie wykonawczy KWC pod nazwą Główna Komisja Walki Cywilnej (GKWC), która składała się z przedstawicieli stronnictw wchodzących w skład Politycznego Komitetu Porozumiewawczego, stąd często spotyka się jej nazwę "mały PKP". Zadaniem GKWC było z jednej strony doradzanie i pomoc KWC, z drugiej przekazywanie, poprzez swoje struktury organizacyjne, jej zarządzeń w teren. W skład GKWC wszedł później przedstawiciel Społecznej Organizacji Samoobrony (SOS), będącej związkiem około dwudziestu organizacji, wśród których znajdowały się między innymi: Pobudka, Chłopska Organizacja Wolności Racławice i Front Odrodzenia Polski z Zofią Kossak-Szczucką na czele. Współpracę z KWC podjęły także: Socjalistyczna Organizacja Bojowa z Leszkiem Raabe a po jego śmierci z Włodzimierzem Kaczanowskim na czele, Związek Syndykalistów Polskich ze Stefanem Szwedowskim i Kazimierzem Zakrzewskim i Stronnictwo Zrywu Narodowego z Zygmuntem Felczakiem i Feliksem Widy-Wirskim. Zastępcą Korbońskiego był Marian Gieysztor (Krajewski), hydrobiolog, profesor Uniwersytetu Warszawskiego. Delegat Rządu Jan Piekałkiewicz w Biuletynie Informacyjnym nr 47 z 3 grudnia 1942, w specjalnej odezwie do społeczeństwa polskiego, poinformował o powstaniu KWC: Wzywam całe społeczeństwo polskie do całkowitego podporządkowania się zarządzeniom, oświadczeniom i wezwaniom Kierownictwa Walki Cywilnej. Organem Walki Cywilnej był dwutygodnik Kronika Walki Cywilnej. Na łamach wydawanych przez siebie biuletynów KWC propagowało sabotaż bez użycia broni, bierny opór społeczeństwa wobec okupanta, nawoływało do bojkotu instytucji rozrywkowych, prasy wydawanej przez Niemców. Ponadto w publikacjach KWC piętnowano służalstwo, donosicielstwo i osoby utrzymujące kontakty z Niemcami.
KWC walczyło ze zdrajcami i agentami okupanta, kierując niektórymi akcjami sabotażowymi, rejestrując zbrodnie hitlerowskie. Wchodzący w skład KWC wydział sądowy wymierzał kary za zachowanie sprzeczne z honorem narodowym oraz za utrzymywanie stosunków towarzyskich z Niemcami i gorliwość w wykonywaniu nakazów władz okupacyjnych.
Wyroki (od utraty czci do kary śmierci) ogłaszano w prasie podziemnej, a ich wykonanie powierzano odpowiednim komórkom Państwowego Korpusu Bezpieczeństwa. W połowie 1943 KWC połączono z Kierownictwem Walki Konspiracyjnej, tworząc Kierownictwo Walki Podziemnej.

## Źródła
- Majewski, Piotr. "Z frontu walki cywilnej. Przyczynek do dziejów Kierownictwa Walki Cywilnej i Kierownictwa Walki Podziemnej na obszarze Generalnego Gubernatorstwa w latach 1939–1945". Kwartalnik Historyczny: organ Towarzystwa Historycznego. 119 (4): 693–749.